# 褚麗卿跨國販嬰事件
褚麗卿跨國販嬰案指的是1980年代在臺灣發生的一宗兒童販賣產業鏈事件。褚麗卿及其丈夫被指控組成跨國販嬰集團，從單親媽媽和貧困家庭收購新生兒，然後與婦產科診所合作，偽造出生證明文件，再透過仲介將超過60名嬰兒轉賣國外以換取報酬。這個事件不僅震驚了社會，引起了對跨國販賣嬰兒的關注和譴責，也間接促使了兒童福利制度的修訂。

## 事發經過
1981年下旬，美國移民局發現了一名簽證申請者所提供的收養相關文件中存在大量虛假資訊，包括生父母的資訊為虛構，戶籍地址亦無法查證，進而引起了移民局和台灣警方的高度關注。
1982年4月22日，警方逮捕了褚麗卿以及其他42名涉嫌人員，並將他們以妨害家庭及偽造文書等罪名起訴。當時戶籍制度存在許多灰色地帶，警方指出褚麗卿等人可能是透過合法手段掩飾非法行為，以偽造的出生證明向戶政機關報戶口，再透過公證手續辦理認養手續。此外，許多嬰兒被該集團的成員以詐騙、偷竊、誘拐和買賣等非法手段取得。此類偽造文件導致當事人事後難以追查自己的原生家庭。
2023年7月3日，導致此事件被揭發的郭．里斯（Kuo Reese，又名郭慧如）前往台灣尋找她的生母。2025年7月，來自澳洲的Vanessa Miles亦前來臺灣尋找生母。

## 影響
社福和家長團體的壓力促使立法院在1985年修改了《民法》，要求收養子女必須向法院申請。1993年，醫療人員被要求在10天內向戶政機關通報新生兒資料，以避免晚報戶口的情況。2011年，私下收養被全面禁止，現在只能透過9家政府認證的合法機構進行收養，徹底杜絕了「收養黑數」。